# Белка
Бе́лки (лат. Sciurus) — род грызунов семейства беличьих. Кроме собственно рода Sciurus, белками называют ещё целый ряд представителей семейства беличьих из родов красные белки (Tamiasciurus), пальмовые белки (Funambulus) и многих других. Что касается собственно рода Sciurus, то он объединяет в себя около 30 видов, распространённых в Европе, Северной и Южной Америке и в умеренном поясе Азии.

## Этимология
Белка — специфически-русское название животных этого рода, общеславянским же является рус. ве́верица (др.-рус. вѣверица, укр. вивiрка, вiвериця, бел. вавёрка, пол. wiewiórka, чеш. veverka, veveřice, словац. и словен. veverica, сербохорв. веверица, вевјерица, болг. веверица). В современном русском языке слово «веверица» является диалектизмом, притом во многих диалектах у этого слова есть и другое значение — «ласка, горностай». Русское слово «белка» возникло как словообразование от др.-рус. бѣла с помощью суффикса -ък на основе словосочетания др.-рус. бѣла вѣверица — так в Древней Руси изначально называли определённую редкую дорогую породу этого зверька. Впервые слово отмечается в Ипатьевской и Лаврентьевской летописях под 859 год. В архангелогородских диалектах белкой также называют лисицу и куницу.
Распространённым в русском языке диалектизмом для обозначения белки является рус. ве́кша (уменьш. ве́кошка, ве́кушка). Это обозначение распространено прежде всего в северорусских и среднерусских диалектах (в верхнем Поволжье: Кировской, Тверской, Владимирской, Ярославской, Нижегородской областях; а также в Псковской, Рязанской и Калужской областях), а также в уральских говорах (Пермский край и Свердловская область). В Лешуконском районе Архангелогородчины векшей иносказательно называют одинокую женщину.
Латинское рода sciurus является заимствованим из др.-греч. σκίουρος «белка», а там от σκιά + οὐρά, буквально «тенехвост».

## Общие сведения
Род белок обыкновенных входит в трибу Sciurini наряду с четырьмя другими родами.
Имеет удлинённое тело с пушистым длинным хвостом, длинные уши, тёмно-бурый цвет с белым брюшком, иногда серый (особенно зимой). Водятся повсюду, кроме Австралии. Белка является источником ценного меха.
Одной из широко известных отличительных особенностей многих белок является их способность запасать на зиму орехи. Некоторые виды белок закапывают их в землю, другие — прячут в дуплах деревьев. Как полагают учёные, плохая память некоторых видов белок, в частности серой, помогает сохранять леса, так как они закапывают орехи в землю и забывают про них, а из проросших семян появляются новые деревья.
В основном питаются растительностью, богатой белками, углеводами и жирами. Самым тяжёлым временем для белок является ранняя весна, когда зарытые семена начинают прорастать и более не могут служить в качестве пищи, а новые ещё не поспели. В этот период белки питаются почками деревьев, в частности серебристого клёна. Белки всеядны: кроме орехов, семян, плодов, грибов и зелёной растительности они также употребляют в пищу насекомых, яйца и даже небольших птиц, а кроме того млекопитающих и лягушек. Очень часто эта пища заменяет белкам орехи в тропических странах.
Белки в населённых пунктах способны кормиться из птичьих кормушек, выкапывать высаженные растения в поисках семян и селиться в помещениях, таких как мансарды. В продаже есть кормушки с защитой от белок.
Зубы белок всегда острые и постепенно стачиваются (у грызунов зубы растут постоянно). Белки считаются вредителями — домовладельцы на территориях с большой популяцией белок должны тщательно закрывать свои подвалы и чердаки, так как белки могут устроить там свои гнёзда или испортить что-нибудь. Некоторые разбрасывают на чердаках и подвалах шерсть домашних животных (собак или кошек), что даёт белкам почувствовать в этих местах присутствие хищника. Чучела, как правило, игнорируются животными, и лучший способ предохранить какую-либо вещь от порчи — это смазать её чем-нибудь несъедобным, вроде чёрного перца. Иногда для белок устраивают ловушки и затем переносят их подальше от жилища.
Белок можно приручить для кормления с рук. Поскольку они приспособлены прятать излишки еды, они будут брать у вас столько, сколько вы будете предлагать. Если человек начинает прикармливать белку, она вернётся к нему через день за новой порцией. Белки, живущие в парках и садах в черте города, давно усвоили, что человек является источником продовольствия. Кормить белок с рук всё же не рекомендуется — они могут быть заражены чумой или другими болезнями, поранить руку или больно укусить. Бывают, хотя и чрезвычайно редки, случаи нападения на людей.
Белки очень ловко разгрызают орехи. Зверёк вонзает оба нижних резца в то место, где орех крепится к веточке. Нижняя челюсть белки состоит из двух половинок, соединённых эластичной мышцей. Когда белка слегка стягивает их вместе, резцы немного расходятся в стороны и, как клин, вбитый в отверстие, раскалывают орех пополам.
Белки могут стать причиной нарушений электроснабжения, вызывая короткие замыкания на элементах линий электропередач, находящихся под высоким напряжением. В США белки дважды в истории становились причиной понижения биржевого индекса высоких технологий NASDAQ и вызвали каскадное отключение электричества в Алабамском университете. Они часто точат свои зубы о ветки деревьев, но не в состоянии отличить ветки от электрических проводов. В настоящее время для защиты проводов используют специальные резиновые щитки.
Одним из самых частых продуктов, которым подкармливают белок, является арахис. Впрочем, недавние исследования учёных показали, что присутствующий в сыром арахисе фермент трипсин препятствует усвоению белка в кишечнике. Доктор Джеймс Киссветтер (англ. James K. Kieswetter) советует давать белкам прожаренный арахис. Тем не менее другие учёные утверждают, что арахис в любом виде, а также семена подсолнечника не полезны для белок, поскольку они бедны питательными веществами, в результате чего у белок может развиться метаболическая болезнь костей.

## Классификация
- Род Белки (Sciurus)[15]
  - Белка Аберта (Sciurus aberti)
  - Гвианская белка (Sciurus aestuans) , или бразильская белка[16]
  - Белка Аллена (Sciurus alleni)
  - Персидская белка (Sciurus anomalus) , или кавказская белка[16]
  - Аризонская белка (Sciurus arizonensis)
  - Золотистобрюхая белка (Sciurus aureogaster)
  - Каролинская белка (Sciurus carolinensis)[16]
  - Белка Коллье (Sciurus colliaei)
  - Белка Деппе (Sciurus deppei)
  - Огненная белка (Sciurus flammifer)
  - Желтогорлая белка (Sciurus gilvigularis)
  - Краснохвостая белка (Sciurus granatensis)
  - Западная серая белка (Sciurus griseus)
  - Боливийская белка (Sciurus ignitus)
  - Амазонская красная белка (Sciurus igniventris)
  - Японская белка (Sciurus lis)
  - Наяритская белка (Sciurus nayaritensis)
  - Лисья белка (Sciurus niger) , или чёрная белка[16]
  - Белка Петерса (Sciurus oculatus)
  - Андская белка (Sciurus pucheranii)
  - Перуанская красная белка (Sciurus pyrrhinus)
  - Белка Ричмонда (Sciurus richmondi)
  - Белка Санборна (Sciurus sanborni)
  - Южноамазонская белка (Sciurus spadiceus)
  - Гуаякильская белка (Sciurus stramineus)
  - Пёстрая белка (Sciurus variegatoides)
  - Обыкновенная белка (Sciurus vulgaris) или векша
  - Юкатанская белка (Sciurus yucatanensis)

## В культуре
В целом в культуре у белки скорее положительный образ. По мнению французского историка-медиевиста, специалиста по геральдике, сфрагистике и нумизматике Мишеля Пастуро, в современности белка считается безобидным маленьким зверьком, симпатичным, весёлым и игривым.
В Средневековье белка считалась ленивой, похотливой, жадной и глупой, сообразно её чертам поведения (продолжительный сон, спаривание, запасание пищи и забывание, где сделана кладовая). Согласно одному из определений XIV века, она — «лесная обезьяна». Кроме того, цветовой символизм предопределял, что белка, обладающая рыжей шкуркой, обладает и дурной природой.
В скандинавской мифологии белка по кличке Рататоск (с с др.-сканд. — «грызозуб») — посредник, связующее звено между «верхом» и «низом», бегает по Мировому Древу Иггдрасиль.
В славянском мифологическом бестиарии белка относится к пушным зверям (равно как и ласка, соболь, бобёр, выдра и т. д.), более того, некоторые информанты в разговорах с этнографами сравнивали либо белку с другими пушными зверями, либо самих пушных зверей с белкой (напр., житомирск. «ласица — таки звэрок, така яка белка»). Ввиду ярко-рыжего летнего окраса восточноевропейских популяций белок в приметах у славянских народов выявляется соотношение белки с огнём. Например, белки, согласно восточнославянским и польским приметам, появляющиеся возле домов, скачущие в огородах, по крышам домов, забегающие в город или просто появляющиеся в лесу в большом количестве, предвещают пожар или войну. Также негативная символика белки проявляется в том, что она может считаться нечистым животным — в частности, с ней связываются домовые и русалки. Из-за этого мясо белки во множестве местах запрещалось к употреблению. У славян гендерный образ белки — женский, в то же время у западноевропейских народов он может быть и мужским. У славян белка как женский образ присутствует и в фольклорных произведениях, связанных с браком. В частности, в белорусских свадебных песнях белка ассоциируется с невестой, а в одной осенней белорусской народной песне молодую пару символизирует «белачка з сабалём». Кроме того, известна белорусская народная сказка про свадьбу и ссору белки и медведя. В Словении среди участников масленичного ряженья, свадебную процессию были ряженые, изображавшие белок. Кроме того, белка может иметь и эротическую подоплёку, как например, в польской песне из Куявии (Вроцлавское воеводство):

O mój Boże, о moj Bóże,

a z kim ja sie spać położe,

Przytule sie do chłopoka

jak wiewiórka do chojoka

В русских сонниках XIX века видеть белку во сне значило знакомство с кокеткой, преследование белки — разорение из-за увлечения женщиной сомнительным поведением; а в Беларуси и в Полесье считается, что сон о белке сулит женщине беременность. Известен и сюжет украинских и белорусских народных сказок, где белка, пойманная лисой, просит её помолиться перед тем, как та съест белку, а сама убегает.
В идиоматике белка ассоциируется с ловкостью и прыткостью (напр., псковск. «как векша» — сравнение, употребляемое к непоседливым детям). Известна также белорусская поговорка бел. хітры, як белка.